# Rasm Harmil al-Imam (nahija)
Nahija Rasm Harmil al-Imam (ar. ناحية رسم حرمل الإمام) je nahija u okrugu Dayr Hafir, u sirijskoj pokrajini Alep. Površina nahije je 203,58 km2. Po popisu iz 2004. (prije rata), nahija je imala 30.029 stanovnika. Administrativno sjedište je u naselju Rasm Harmil al-Imam.